# Árabe magrebí
Árabe magrebí es un término que cubre las variedades del árabe hablado en el Magreb, incluyendo Marruecos, Túnez, Argelia y Libia. En Argelia, el magrebí se enseña como una materia independiente, y existen algunos libros de texto. Los hablantes del magrebí llaman a su lengua dariya (también escrito darija), que significa "dialecto". Es principalmente usado como lengua hablada; la comunicación escrita se hace principalmente en árabe estándar, aunque existen múltiples iniciativas para regular su uso escrito. 
El dāriŷa es usado para casi todo tipo de comunicación oral, así como en novelas de televisión o anuncios publicitarios en Marruecos y Túnez. El dāriŷa se caracteriza por tener muchos préstamos de las lenguas europeas coloniales del norte de África, incluyendo Francia y España, así como por una evolución independiente, debida probablemente en gran medida, al sustrato bereber y latín.
La lengua magrebí usa la n- para la primera persona del singular en verbos, distinguiéndose así de las árabes de Oriente Próximo y del árabe estándar. Con frecuencia usan préstamos del francés (en Marruecos, Argelia y Túnez), castellano (en el Sahara Occidental) e italiano (en Libia y en menor medida en Túnez) y adaptan esas palabras a la morfología y la gramática magrebí. Dado que rara vez se usa formalmente por escrito, no existe un estándar de este conjunto de modalidades del dāriŷa por lo que puede cambiar de forma rápidamente e integrar nuevo vocabulario de las lenguas vecinas. Esto es algo similar a lo que sucedió con el inglés medio, después de la conquista normanda.
Lingüísticamente, las desaparecidas variedades de árabe andalusí y árabe siciliano —y por tanto su descendiente moderno, el idioma maltés— son consideradas cercanas o integrantes del árabe magrebí, pero cuando se habla de idioma moderno se suele dar una definición geográfica y limitada al Magreb o norte de África.

## Variedades de árabe magrebí
- Árabe dialectal:
  - Árabe argelino
  - Árabe marroquí
  - Árabe tunecino
  - Árabe libio
  - Árabe andalusí (†)
- Dialectos árabes hilalianos
  - Dialecto sulaimán (por los Banu Sulaym), hablado en Libia y el sur de Túnez.
  - Dialecto hilaliano oriental, hablado en el centro de Túnez y el este de Argelia.
  - Dialecto hilaliano central hablado en el centro y sur de Argelia;
  - Dialecto maqil (por los Banu Maqil) en el oeste de Argelia y Marruecos.
- Dialectos árabes prehilalianos
  - A su vez, el dialecto prehilaliano se clasifican en tres bloques:
    - Dialectos árabes prehilalianos urbanos: los de los principales asentamientos urbanos históricos como Cairuán, Túnez, Cusantina, Bugía, Argel, Tremecén, Taza, Fez, Rabat, Tetuán y Chauen.
    - Dialectos rurales (de pueblos y montaña): de las zonas comprendidas entre los cuatro asentamientos urbanos originales (Cairuán, Constantina, Tremecén y Fez) y sus respectivos puertos:
      - Dialecto sahili en el Sahel tunecino.
      - Dialecto yiyeliano en la pequeña Cabilia y el área de Constantina (Argelia oriental).
      - Dialecto trara en el macizo de Trara y la Oranía (Argelia occidental).
      - Dialecto yebalí en el país Yebala, una región en el Rif occidental, en el norte de Marruecos.

    - Todas las variedades judeoárabes del Magreb.

  - Se distinguen dos grupos geográficos de dialectos prehilalianos:[2]
    - Dialectos orientales, hablados en Tripolitania, Túnez y la Constantinense, territorio equivalente a la antigua Ifriquía.
    - Dialectos occidentales, hablados en el Algeriense, la Oranía y Marruecos.

  - Asimismo, el idioma maltés a menudo se clasifica como prehilaliano, ya que comparte muchas características prehilalianas.[3]
  - Antiguamente se hablaban dialectos urbanos prehilalianos en Trípoli, Muáscar, Azemmur y otras ciudades; Sin embargo, en ellas el prehilaliano fue reemplazado por dialectos hilalianos. En la actualidad, muchos dialectos urbanos prehilalianos están desapareciendo debido a un efecto koiné, en el que prevalecen los nuevos dialectos hilalianos.
- Beduino:
  - Árabe hassanía
  - Árabe sahariano
  - Árabe bedawi